# Jeszenő
Nem tévesztendő össze a szlovákul azonos nevű Várjeszenő településsel.
Jeszenő (szlovákul Jasenov) község Szlovákiában, a Kassai kerület Szobránci járásában.

## Fekvése
Szobránctól 6 km-re északra fekszik, az 582-es út mentén található.

## Nevének eredete
A szlovák jeszeny kőrisfát jelent.

## Története
A települést 1451-ben említik először. A 17. század utolsó harmadáig a Drugeth család birtoka, később több birtokosa volt. A ma is álló Szent Márton templomot 1600 körül építették. Régi fatemploma 1750-ben leégett, csak a fa harangtorony maradt belőle.
A 18. század végén, 1799-ben Vályi András így ír róla: „JESZENO. Tót falu Ungvár Várm. földes Ura Szirmai, és több Uraságok, lakosai ó hitűek, fekszik Tibéhez közel, mellynek filiája, határja középszerű, mint vagyonnyai.”
Fényes Elek 1851-ben kiadott geográfiai szótárában így ír a faluról: „Jeszenő, orosz falu, Ungh vmegyében: 31 rom., 458 g. kath., 28 zsidó lak., gör. paroch. templommal. F. u. gr. Sztáray s m. Ut. p. Szobráncz.”
A trianoni diktátumig Ung vármegye Szobránci járásához tartozott, majd az újonnan létrehozott csehszlovák államhoz csatolták. 1938 és 1945 között ismét Magyarország része.
2003. május 20-án a késő esti órákban földrengés rázta meg a falut, amelynek következtében megsérült a görögkatolikus templom, valamint a családi házak 90 százaléka, de senki sem vesztette életét.

## Népessége
| Év:            | 1994. | 2004.   | 2014.   | 2024.    |
| -------------- | ----- | ------- | ------- | -------- |
| Emberek száma: | 293   | 319     | 308     | 270      |
| Eltérés:       |       | +8,87 % | -3,44 % | -12,33 % |

| Év:            | 2023. | 2024.   |
| -------------- | ----- | ------- |
| Emberek száma: | 275   | 270     |
| Eltérés:       |       | -1,81 % |

1910-ben a falunak 436, túlnyomórészt szlovák anyanyelvű lakosa volt.
2001-ben 331 lakosából 328 szlovák volt.
2011-ben 317 lakosából 308 szlovák volt.

## Nevezetességei
- Szent Márton tiszteletére szentelt római katolikus temploma 1600 körül épült.
- Szent Illés próféta tiszteletére szentelt görögkatolikus temploma 1820-ban épült klasszicista stílusban, ikonosztáza a 20. században készült. A templomot 1949-ben, valamint a 2003-as földrengés után 2004-ben újították fel.[6]